# جاکسبورو (تنسی)
جاکسبورو(به انگلیسی: Jacksboro) شهری در ایالت تنسی کشور ایالات متحده آمریکا است که جمعیت آن در سرشماری سال ۲۰۱۰ میلادی، ۲٬۰۲۰ نفر بوده‌است.